# Трейси, Рей
Рэ́ймонд Кри́стофер Па́трик Трейси (англ. Raymond Christopher Patrick Treacy; 18 июня 1946, Дерри — 11 апреля 2015, Дублин) — ирландский футболист и футбольный тренер, играл на позиции нападающего.

## Биография

### Ранние годы
Родился в Дублине и получал образование в христианской школе, из которой в возрасте 13 лет был отчислен за то, что ударил одного из братьев-христиан, который избивал его за то что Трейси играл в футбол. Был воспитанником академии клуба «Хоум Фарм», который был известен своими воспитанниками.

### Клубная карьера
Трейси подписал контракт с клубом «Вест Бромвич Альбион», команду Первого дивизиона. Дебютировал за «дроздов» 8 октября 1966 года в матче с клубом «Сандерленд» (2:2) и в той игре он забил дебютный гол в профессиональной карьере. Он не смог закрепиться в основном составе, сыграв за команду только 5 матчей. В 1967 году перешёл в «Чарльтон Атлетик», за который играл в течение пяти сезонов и высоко зарекомендовал себя в качестве основного игрока. За «Чарльтон» Трейси сыграл 149 матчей и забил 44 гола.
В 1972 году Трейси стал игроком клуба Второго дивизиона «Суиндон Таун»; сумма трансфера составила 35 000 фунтов стерлингов. За «Суиндон» он играл в течение двух сезонов, сыграл 55 матчей и забил 16 голов. В декабре 1973 года Трейси стал игроком клуба «Престон Норт Энд», за который сыграл 58 матчей и забил 11 голов.
Затем он в течение некоторого времени играл за «Олдем Атлетик» на правах аренды, а затем вернулся в «Вест Бромвич Альбион», в котором продолжилась его карьера. Трейси играл в Ирландии за «Шемрок Роверс», с которым в 1978 году выиграл Кубок Ирландии. Завершил карьеру в 1982 году в клубе «Дроэда Юнайтед», в которой также был играющим тренером.

### Карьера в сборной
Всего за сборную Ирландии сыграл 42 матча, в которых забил 5 голов.

### Тренерская и управленческая карьера
В 1982 году возглавил в качестве главного тренера «Хоум Фарм» и оставался главным тренером в течение восьми сезонов. В 1992 году возглавил «Шемрок Роверс» и привёл команду к очередному чемпионскому титулу в 1994 году. Покинув «Роверс» в 1996 году, ушёл в туристический бизнес и возглавлял агентство «Ray Treacy Travel», которое он основал в 1978 году.
В 2009 году туристическая компания была закрыта по причине высоких убытков.

### Смерть
Скончался 10 апреля 2015 года в возрасте 68 лет по причине заболевания двигательных нейронов.